# Meckenbeuren
Meckenbeuren est une commune de Bade-Wurtemberg (Allemagne), située dans l'arrondissement du Lac de Constance, dans la région Bodensee-Oberschwaben, dans le district de Tübingen. Elle se situe à 10 kilomètres du lac de Constance, près de Ravensburg.